# Бармак (віршування)
Бармак — тюркський народний фонетичний різновид віршування, заснований на рівній кількості складів у кожному віршованому рядку — незалежно від наголосів і стоп.
В основі метричного побудови тюркських віршів лежать дві близькі системи: бармак і аруз (або Аруд) — початково арабська метрична система.
У сучасній тюркській і, зокрема, узбецькій поезії бармак знову відвойовує свої права. Величезний вплив на цей процес здійснив узбецький поет Хамза Хакімзаде Ніязі, який збагатив класичну поетичну метрику (аруз) за рахунок форм народного вірша (бармак).